# Мао Цзэдун (фильм)
«Мао Цзэдун» (алб. Mao Ce Dun) — албанско-итальянский комедийный художественный фильм 2007 года режиссёра Бесника Биша. Экранизация повести «Daullja prej letre» Бесника Мустафая.
Участник 30-го Московского международного кинофестиваля 2008 года. Отмечен наградами на международных кинофестивалях.

## Сюжет
Действие фильма происходит в 1970-е годы в Албании во время правления Энвера Ходжа.
В маленьком городке принудительно поселяют группу цыган. В цыганском таборе, разбившем палаточный лагерь на берегу реки, на окраине городка идёт своя жизнь. Спокойная жизнь одной из семей прекращается с рождением ребёнка — девятого сына в семье. Чтобы новорождённый принёс счастье не только своим родителям, но и всем цыганам, его отец Гекуран решает назвать сына именем Мао Цзэдун. Благодаря чудачеству отца семейства, нарекшего своего отпрыска в честь Великого Кормчего, жизнь цыганского табора резко меняется: семья переезжает из палатки в городскую квартиру, удостаивается регулярных визитов китайского посла и партийных лидеров, приобщается к партийной жизни и даже посещает столичную Тирану.
Однако, получив согласие посольства Китая, Гекуран сталкивается с озабоченностью местных властей. Партийное руководство городка не знает, как себя повести в сложившейся ситуации, чтобы остаться лояльными к проводимой партией официальной линии и не ухудшить отношения с дружественными Албании китайскими коммунистами, ведь к началу 1960-х Энвер Ходжа порвал отношения со всеми, кроме КНР. Заигравшийся папаша, быстро вошедший во вкус новой жизни, не обращает внимания, что в высоких кабинетах, где ещё недавно рядышком висели два портрета — Ходжи и Мао — в силу изменившейся политической конъюнктуры остается только один — Энвера Ходжи.

## В ролях
- Фадил Хаса — Гекуран
- Миола Ситай — Суллтана Ромалини
- Ола Садику — Кшина
- Марко Битраку — Муслим
- Вангель Точе — Тахир
- Зехрудин Докле — Абдиу
- Саддух Илли — Петрит